# 常陸川
常陸川（ひたちがわ）は、下総国内を東に流れ香取海に注いでいた河川である。ほぼ現在の利根川の関宿（千葉県野田市）・境町（茨城県猿島郡）より下流部に当たる。
古くは広河と呼ばれていた。流路には沼が発達し、途中には、現在の柏市と取手市との境（田中調整池の位置）に藺沼（いぬま）があった。
江戸時代に江戸を支える水運で重要な役割を果たし、水量を増やすための各種の工事が行われた。

## 概要
中世以前の常陸川は、下総国西部の猿島台地の多くの狭長な谷戸を南に向けて流れる小河川および沼沢の水を集め、下総国内を東に流れていた。現在の栃木県小山市から始まる宮戸川、大川、およびそれらが流れ込む境町の長井戸沼が常陸川の流頭部に当たる。
そして関宿（南岸）と境町（北岸）との境を通って東方へ流れ、一ノ谷沼、鵠戸沼（鵠戸川）、浅間沼、菅生沼（江川）などからの水を合流し、藺沼を経て、現在の古利根沼の流路を通り河内町付近で鬼怒川に合流、もしくはそのまま香取海に流入していた。流域が狭いため水量は多くなかった。
近世初頭の利根川東遷事業により、常陸川の流頭部（利根川との分水嶺）が開削され、その河道は赤堀川と呼ばれた。ここに利根川の水の一部を流すことにより常陸川上流の水量が増強された。またそれに先立って同じ目的で鬼怒川・小貝川も、常陸川との合流点をより上流へ付け変えられた。これにより江戸時代には常陸川は銚子と関宿とを結ぶ水運の大動脈として機能した。関宿は江戸川の水運で江戸と結ばれていた。
その後、利根川自体は、次第に権現堂川・江戸川の流路から常陸川へ流量の比重が移り、昭和3年（1928年）権現堂川が廃されたため、現在は常陸川が利根川の本流となり江戸川は支流となった。